# Rheinallt Nantlais Williams
Rheinallt Nantlais Williams (1911–1993) est un professeur gallois de philosophie de la religion et directeur du Presbyterian United Theological College d'Aberystwyth au Pays de Galles de 1979 à 1980.

## Biographie
Rheinallt Williams est né à Ammanford dans le Carmarthenshire, l'un des sept enfants (dont deux sont morts en bas âge) de Nantlais Williams, un poète gallois et un leader chrétien presbytérien pendant le réveil gallois de 1904-1905 et son épouse Alice Maud Jones, une parente de JT Job. Williams obtient un diplôme de première classe en philosophie à l'Université de Cardiff, qui est suivi par des recherches à l'Université d'Édimbourg et à l'Université de Marbourg. Il obtient la bourse Lewis Gibson au Westminster College, Cambridge, où il étudie la théologie pendant trois ans. En quittant Cambridge, il devient ministre au Tabernacle de Whitchurch à Cardiff de 1939 à 1949, à l'exclusion d'une période de service de guerre .
Pendant la Seconde Guerre mondiale, il est nommé aumônier des Forces (4e classe) en mai 1942. En septembre 1943, le capitaine Williams est nommé MBE (division militaire) pour ses services pendant la campagne nord-africaine. Il passe quatre ans comme professeur de théologie pratique au Theological College de Bala avant d'être nommé professeur de philosophie de la religion au United Theological College d'Aberystwyth en 1953. En novembre 1960, il présente The Epilogue sur le sujet «Like A River» à la télévision de la BBC .
Son livre de 1973 Faith Facing Facts est à l'origine une conférence Pantyfedwen Trust. Il est suivi un an plus tard par Faith Facts History Science et How They Fit Together. En 1979, il succède à SI Enoch comme directeur du United Theological College d'Aberystwyth .
Avec sa femme, il a deux fils, dont Stephen N. Williams, professeur émérite de théologie systématique à l'Union Theological College de Belfast.

## Publications
- La Croix victorieuse Arti Grafiche Editoriali (1944)
- Faith Facing Facts Coverdale House Publishers Ltd., Londres (1973) [4]
- Faith Facts History Science and How they fit together Tyndale House Publishers (1974) (ISBN 0-8423-0839-3)